# ジャンボリー・デラックス LIVE CHRONICLE 1991-2000
『ジャンボリー・デラックス LIVE CHRONICLE 1991-2000』（ジャンボリー・デラックス ライブ クロニクル-）は、日本のロックバンド・スピッツのライブDVD。2001年6月6日にユニバーサルミュージックより発売。レーベルはポリドール。

## 概要
- VHSで発売された『JAMBOREE 1』及び『JAMBOREE 2』の2本のライブ作品を収録し（それぞれのエンディングテロップとなった「不死身のビーナス」と「アナキスト」のライブ映像はカット）、これに加え、1991年から1994年の初期の未発表ライブ映像と、2000年の最新ライブ映像を収録。
- 当時はまだ発売未定だった新曲「夢追い虫」をボーナストラック（DVDのエンディングテロップ）として収録。この映像は、後にシングル『夢追い虫』のプロモーションビデオとして使われた。

## 収録曲
1. 恋は夕暮れ
2. 魔女旅に出る
3. 惑星のかけら
4. 名前をつけてやる
5. スパイダー
6. ベビーフェイス
7. 迷子の兵隊
8. うめぼし
9. ラズベリー
10. チェリー
11. ヒバリのこころ
12. 田舎の生活
13. 日なたの窓に憧れて
14. ナイフ
15. 死にもの狂いのカゲロウを見ていた
16. 花泥棒
17. ナナへの気持ち
18. 渚
19. ハヤテ
20. ほうき星
21. 恋のうた
22. 猫になりたい
23. センチメンタル
24. スーパーノヴァ
25. トンガリ'95
26. ハイファイ・ローファイ
27. バニーガール
28. クリスピー
29. ロビンソン
30. ジュテーム？
31. 夢追い虫（BONUS TRACK）

- （1～11）JAMBOREE 1

※詳細は『JAMBOREE 1』の項目を参照。
- （12～15）DELUXE 1 -EARLY YEARS-

1994年11月28日 渋谷公会堂　【“空飛び”ジャンボリーツアー '94】　（12）
※ブックレットには1994年9月23日と記載されているが、間違いである。（この日はツアーはおろか、スピッツのライブイベントは行われていない）
正しくは1994年11月28日である。
1993年11月27日 東京厚生年金会館　【Crispy Amazing Tour】　（13）
1992年4月25日 よみうりホール　【オーロラになれなかった人のために　蜜柑色の満月のもとで、まぼろしの物語を語ろう～一夜限りの絵空事～】　（14）
1991年6月15日 シアターサンモール　【“五千光年の夢”シアターコンサート Vol.3】　（15）
- （16～28）JAMBOREE 2

※詳細は『JAMBOREE 2』の項目を参照。
- （29～31）DELUXE 2 -放浪2000-

2000年9月23日　赤坂BLITZ　【JAMBOREE TOUR“放浪2000”】